# 아스란 자라
아스란 자라(일본어: アスラン・ザラ, 영어: Athrun Zala)는 애니메이션 기동전사 건담 SEED의 등장인물이다.

## 소개
키라 야마토의 유년 시절 친구이자 좋은 라이벌(게다가 키라와 마찬가지로 코디네이터)로 키라와 동급의 주인공. 실력은 키라와 쌍벽을 이룰 정도로 MS 조종실력이 매우 뛰어나다. 에메랄드 눈동자가 인상적이며, 평소에는 냉정침착하나 일단 흥분하면 다소 지독해진다. Z.A.F.T(자유평화조약 황도연맹)의 최고평의회 의장 패트릭 자라와 레노아 자라의 아들이지만 부자간의 사이가 그다지 좋은 편은 아니었고 '피의 발렌타인' 당시 어머니를 잃은 뒤 자프트군에 입대하여 촉망받고 유능한 군인으로 이름을 날린다. 건담 시드판에서는 플랜트에 대한 이념이 강했고, 철저한 군인정신을 가지고 있었으며, 친구였던 키라로 인해 동료를 잃은 탓에 항상 키라와 대립한다. 그러나 신념과 진정한 정의를 위한 길을 찾는 과정에서 플랜트와 자신의 아버지인 패트릭 자라의 방식이 그릇되었음을 깨닫고 키라와 손을 잡아 활약하게 된다. 본디 시겔 클라인의 딸, 라크스 클라인과 정략적인 약혼관계에 있었고 게다가 결혼 후 아이들과 함께 행복한 결혼생활도 꿈꾸고 있었으나, 라크스의 키라에 대한 마음을 알게 되면서 둘의 약혼관계는 깨지게 되고, 극중 후반엔 키라의 쌍둥이인 오브의 공주, 카가리 유라 아스하와 연인관계로 발전하게 된다. 후속편인 시드 데스티니에서 역시 자신의 길을 찾고자 플랜트와 오브를 넘나들며 전쟁에 참가하게 되고, 자프트를 탈출한 이후부터는, 전작처럼 친구인 키라와 함께 플랜트의 '데스티니 플랜'에 대항하여 전쟁을 종결시키는 활약을 펼친다. '인피니트 저스티스'의 파일럿이며, 사실상 키라 야마토와 함께 시드 스토리의 메인 주인공이라고 봐도 무방하다. 물론 약혼이 깨져 결혼이 물건너가 버리고 극중에 동료를 잃는 등 이래저래 불운과 비극이 많이 따르는 남자이긴 하지만, 그래도 키라 못지않게 인기가 높다. 데스티니에서 메이린 호크의 도움으로 탈주한 이후, 한때 그녀와 연인관계로 발전한다는 소문이 있었으나 아스란은 메이린호크에 대해 마음이 없었다고 한다. 후에 시드프리덤이 극장판으로 개봉하면서 카가리와 아스란의 커플이 공식으로 인정하였고 카가리가 대표직에서 물러난 후에는 아스란에 가려고한다는 감독의 말도 있어 공식은 아스란의 연인은 카가리 유라 아스하로 인정되었다.

## 조종기체
이지스 건담(SEED) - 저스티스 건담(SEED) - 세이버 건담(SEED DESTINY) - 인피니트 저스티스 건담(SEED DESTINY) - 즈고크(SEED FREEDUM)